# Hohe Seite

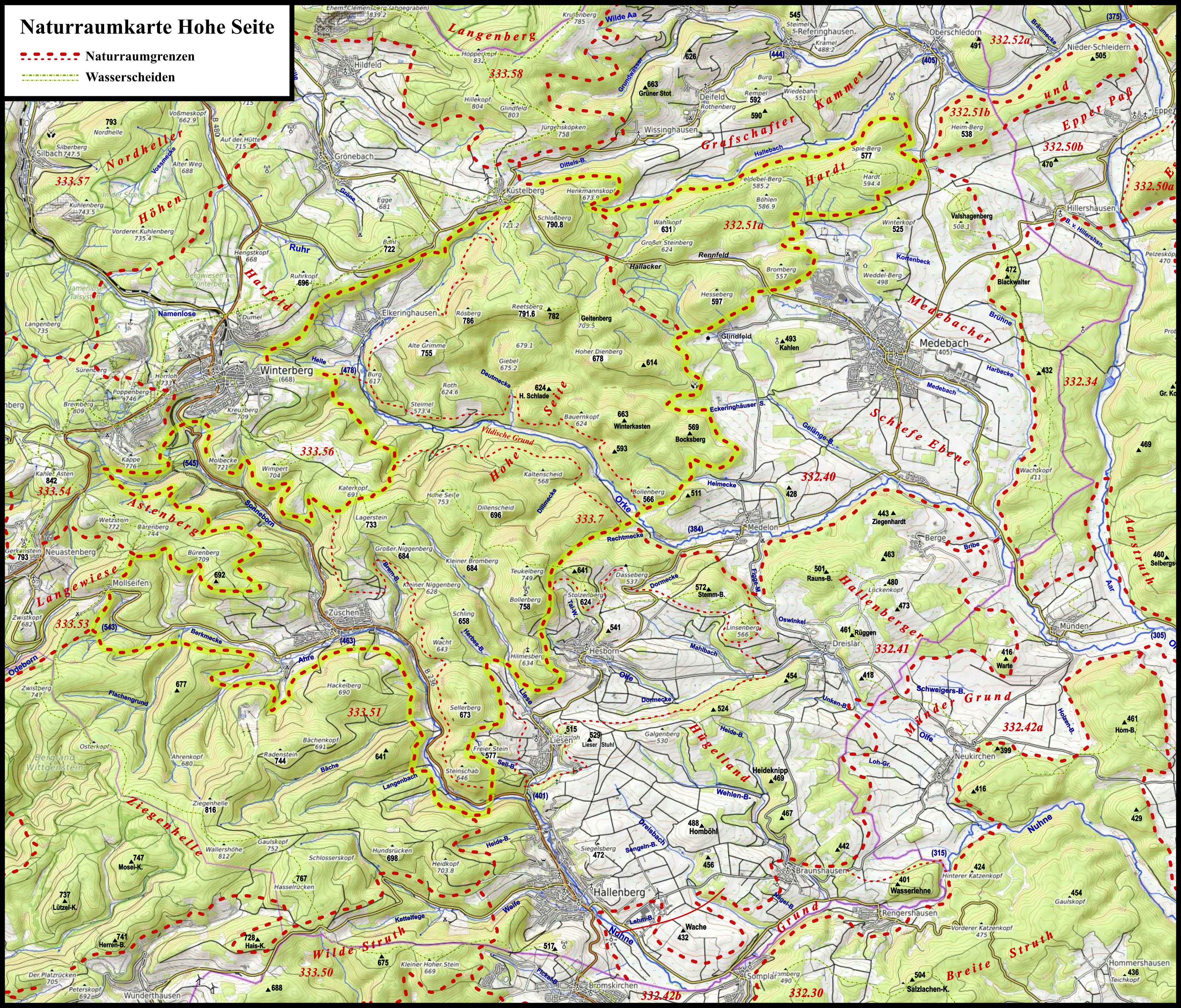
Naturraumkarte der Hohen Seite; der Westteil des Naturraums Haardt und Wipperberg ist ebenfalls gerahmt.

Die Hohe Seite ist ein, je nach Definition, 52 bis 63 km² Fläche einnehmender Naturraum des Rothaargebirges im Ortsgebiet der Städte Medebach (Gemarkungen Küstelberg, Medebach und Medelon), Winterberg (Gemarkungen Elkeringhausen, Winterberg und Züschen) und Hallenberg (Gemarkungen Hesborn, Liesen und zu Minimalanteilen Hallenberg), Hochsauerlandkreis, Nordrhein-Westfalen. Er ist geprägt durch hochaufschließende Berge in unmittelbarer Nähe zur Medebacher Bucht, von denen der Bollerberg (757,9 m), Hauptberg des Südflügels, der prägnanteste und bekannteste ist. Höchster Berg des Gesamt-Naturraums ist der Reetsberg (791,6 m) im Nordflügel, gefolgt vom Schlossberg (790,8 m) im äußersten Norden desselben. Zwischen beiden Flügeln liegt das Obere Orketal der Orke mit dem Elkeringhäuser Becken und der Vildischen Grund. Südwestlichster Unter-Naturraum ist der Züschener Nuhnekessel mit den Tälern der Nuhne und ihrer Quellbäche, der die eigentliche Hohe Seite von den Massiven des Kahlen Astens (bis 842 m) im Nordwesten und der Ziegenhelle (bis 815,9 m) im Südwesten trennt.
Einen großen Teil der montanen Fläche des Naturraums nehmen die Naturschutzgebiete Waldreservat Glindfeld (Medebach) (21,52 km²) und Waldreservat Glindfeld (Winterberg) (2,10 km²) ein, hinzu kommen Naturschutzgebiete an einzelnen Bergen und im kompletten oberen Orketal plus ein paar weitere kleine.

## Lage
Das kuppenreiche Waldgebiet erstreckt sich zwischen Hallenberg im Süden, Winterberg im Westen, Küstelberg im Norden und Medebach im Osten. Zwischen Medebach und Hallenberg, deren Kernstädte etwas entfernt liegen, liegen der Weiler Glindfeld, Medelon, Hesborn und Liesen unmittelbar am Südostrand; Züschen im Südwesten und Elkeringhausen im Nordwesten sind die einzigen Ortschaften, die innerhalb des Naturraums liegen. Außerhalb des Züschner Kessels mit der Bundesstraße 236 Hallenberg–Winterberg und der Landesstraße 721 nach Neuastenberg sind die Elkeringhausen von Winterberg aus und nach Küstelberg erschließende Kreisstraße 50 (von Winterberg bis kurz vor Elkeringhausen: Hochsauerland-Hähenstraße) und die Landesstraße 740 von Küstelberg nach Medebach (dort ebenfalls Hochsauerland-Höhenstraße) die einzigen den Naturraum passierenden Fernstraßen.

## Naturräumliche Zuordnung und Gliederung
Die Hohe Seite wurde in der naturräumlichen Gliederung 1:200.000 auf Blatt 111 Arolsen durch Martin Bürgener im Jahr 1963 als Naturraum ausgewiesen und begrenzt; ihre Unter-Naturräume haben keine eigenen Kennziffern erhalten, sind aber beschrieben (und ihre Grenzen selbsterklärend):
- (zu 33 Süderbergland)
  - (zu 333 Rothaargebirge)
    - 333.7 Hohe Seite
      - Züschener Nuhnekessel
      - Südflügel der Hohen Seite (am Bollerberg 757,9 m)
      - Oberes Orketal
        - Elkeringhäuser Becken
        - Vildische Grund

      - Südflügel der Hohen Seite (am Reetsberg 791,6 m)
      - Hardt (bis 630,5 m)

In die Hardt, bei Bürgener Westteil der Einheit 332.50 Hardt und Wipperberg, geht der Nordflügel der Hohen Seite nebst ihrem Hauptkamm an der Wasserscheide zwischen Mittelorke und Wilder Aa fließend über, und auch das Naturschutzgebiet Waldreservat Glindfeld (Medebach) reicht am Hesseberg (596,2 m) dort hinein. Bürgener hat sie als Teil des „Grafschafter Berglands“ rund um die Grafschafter Kammer (335.51), die sich nach Norden anschließt, aufgefasst. Die Grafschafter Kammer und alle anderen Teile des Grafschafter Berglands entwässern jedoch zur Wilden Aa, während, vom Schlossberg und dem Nordhang des Reetsbergs abgesehen, der Nordflügel der Hohen Seite zur mittleren Orke entwässert. Im Bereich der Hardt liegt die vom Reetsberg kommende Wasserscheide zwischen Mittelorke und Aa deutlich an der Nordflanke, weshalb dieser Teil-Naturraum über Gelängebach, Medebach und Brühne fast vollständig zur Mittelorke in die Medebacher Schiefe Ebene entwässert. Der der Wilden Aa zufließende Hallebach flankiert daher, wenn man von seinem Quelllauf am Nordhang des Reetsbergs absieht, den Naturraum lediglich.
Von den Höhenlagen her erreicht die Hardt am Wahlkopf mit 630,5 m durchaus Rothaargebirgshöhen und auch am Berg Hardt im äußersten Osten werden mit 594,4 m die 600 m nur knapp verpasst, während am sich nach Osten anschließenden Heimberg nur noch 537,7 m, am Wipperberg östlich dahinter ebenfalls um 540 m erreicht werden, wie sie charakteristischer für den Ostsauerländer Gebirgsrand sind. Lediglich geologisch ist die Hardt vom Nordflügel der Hohen Seite unterschieden (s. u.).

### Züschener Nuhnekessel
Der etwa 10 km² einnehmende Züschener Nuhnekessel an der Bundesstraße 236 von Hallenberg über Züschen, wo die Landesstraße nach Mollseifen und Neuastenberg abzweigt, nach Winterberg hat als dicht erschlossener Verkehrsraum mit der eigentlichen Hohen Seite ähnlich wenig zu tun wie mit den Massiven von Kahlem Asten und Ziegenhelle, die er jeweils voneinander trennt. Mehr Gemeinsamkeiten weist er mit den Naturräumen Winterberger Hochmulde (Harfeld), Langewiese und Hallenberger Hügelland auf, die er miteinander verbindet. Von der Langewiese bei Mollseifen auf etwa 640 m folgt er der Berkmecke und schließlich der Ahre, vom Winterberger Südwesten dem dortigen Nuhne-Oberlauf und schließlich der Sonneborn bis zur Vereinigung auf etwa 463 m in Züschen; auch das sich ins Massiv Ziegenhelle eingrabende Tal der Oberahre gehört teils zum Kessel. Zwischen Züschen und dem Austritt der Nuhne aus dem Rothaargebirge im Norden Hallenbergs (Mündung der Liese auf etwa 401 m) verengt sich das Tal deutlich und das Sohlgefälle nimmt auf etwa 1,02 % ab, während die Sonneborn ab dem Treffen auf die Bundesstraße bis zur Vereinigung zur Nuhne durchschnittlich 1,76 % gemacht hatte, exakt wie die Berkmecke nebst Ahre-Unterlauf im analogen Abschnitt an der Landesstraße.

### Südflügel
Der Rumpf des etwa 17 km² großen Südflügels, nicht aber höchster, geschweige denn markantester Berg dort ist der Berg Hohe Seite (752,5 m), der über den Lagerstein (732,6 m) weiter westsüdwestlich Anschluss an die Winterberger Hochfläche (Harfeld) hat, wo auf etwa 660 m auch die Scharte des Höhenzugs zum Kahlen Asten liegt.
Die Hohe Seite, die auch Großer Bromberg genannt wird, geht nach Südosten in den Kleinen Bromberg (683,8 m) über, der Lagerstein in einen längeren Riedel (Großer (683,7 m) und Kleiner Niggenberg (628,3 m), Schling (658,1 m) und Wacht (642,8 m)), den das Tal der Liese vom Bromberg trennt. Dabei wird bereits zwischen Großem und Kleinem Niggenberg (Scharte auf 613,2 m) und zwischen Großem und Kleinem Bromberg (Scharte auf 656,6 m) ein niedrigeres Stockwerk erreicht. Umso imposanter erhebt sich, südöstlich des Kleinen Brombergs und von diesem durch eine Scharte auf 633 m getrennt, der durch jüngere Erosionen abgesetzte, aus Kalksandstein aufgebaute Bollerberg empor, der mit einer Höhe von 757,9 m das sich ihm im Südwesten horizontal auf 660 Meter Entfernung annähernde Liesetal um stolze 242 m überragt, das anderthalb Kilometer nach Südosten entfernte Kerndorf Hesborns an der am Bollerberg-Südosthang entspringenden Olfe sogar um bis zu 300 m. Südlich einer Scharte auf 590,5 m schließt sich dann, im untersten Stockwerk, der südlichste Bollerberg-Vorgipfel Hilmesberg (634,6 m) an.
Am Niggenbergsriedel findet sich südlich jenseits der aufgezählten Kuppen eine tiefere Scharte (auf 552,7 m), südöstlich welcher im Sellerberg (672,6 m) und im Steinschab (646,2 m) markante Einzel-Randerhebungen der Medebacher Bucht aufragen.
Nur die Nordosthänge von Bollerberg und Hoher Seite liegen, auf Medebacher Gebiet, noch im Naturschutzgebiet Waldreservat Glindfeld (Medebach), der Nordhang der Hohen Seite im entsprechenden Winterberger NSG. Im Hallenberger Gebiet wird dieses NSG nicht fortgesetzt, allerdings gibt es dort insbesondere das Naturschutzgebiet Hilmesberg.
Einen naturräumlichen Grenzfall stellen die Berge östlich des Bollerbergs dar. Die Hauptwasserscheide führt, nominell bereits im Hallenberger Hügelland, über eine 641,2 m hohe Kuppe und den etwa 624 m hohen Stolzenberg, zunächst ins niedrige gerodete Offenland, dann wieder in die Hauptbewaldung mit dem Stemmberg (572,2 m) und dem Linsenberg (566,6 m), die am Südhang des Stemmberg (Naturschutzgebiet Stemmberg) und am Fuße des Linsenbergs allerdings bereits unterbrochen ist. Das NSG Waldreservat Glindfeld endet rechts des Orketals unmittelbar hinter der Landesstraße 617 Medelon–Hesborn und dem Tal der Dormecke, die den Stemmberg abtrennen. Nach Süden geht es, im Übergangsgebiet zwischen Wald und Offenland, in das Naturschutzgebiet Am Dasseberg über.
Stemmberg und Linsenberg erreichen Höhen zwischen denen des Rothaargebirges (über 600 m) und denen des Hallenberger Hügellands (um 500 m); sie erreichen zwar die Höhe der Randhöhen des Nordflügels (Bollenberg, Bocksberg), jedoch in gewissem Abstand zu den letzten 600ern. Der Stolzenberg hingegen überragt zwar die 600 m merklich, liegt jedoch südöstlich jenseits einer deutlichen Senke und ist nur schmal halbinselartig bewaldet.

### Oberes Orketal
Das etwa 5 km² einnehmende Obere Orketal besteht aus dem Elkeringhäuser Becken um Elkeringhausen und der Vildischen Grund im sich anschließenden engen Tal der Orke durch die Bewaldung der Hohen Seite bis vor Medelon.
Das Elkeringhäuser Becken ist eine Ausraumsenke und das einzige Siedlungsgebiet der Hohen Seite außerhalb des Züschener Kessels. Der Talgrund liegt etwa zweihundert Meter unterhalb der Randhöhen der Winterberger Hochmulde (Böhl: 721,7 m, Ruhrkopf: 696,3 m) und fast dreihundert Meter unter den Nordhöhen der Hohen Seite (Reetsberg: 791,6 m, Alte Grimme: 755,1 m). Zu den rund 150 Meter höher gelegenen Höhenorten Winterberg und Küstelberg führt die Kreisstraße 50, ein Alternativabschnitt der Hochsauerland-Höhenstraße.
Auf Elkeringhäuser Gemarkung liegt das Naturschutzgebiet Grünlandkomplex obere Orke, das sich von Nordosten her um das Dorf legt. Im Dorf selber findet sich unmittelbar links der Orke ein kleiner See (Teich).
Kurz vor der Talverengung zur Vildischen Grund betritt die Orke Winterberger Gemarkung und ihr fließt von rechts, aus Richtung Winterberg, auf 478 m die Helle mit den Naturschutzgebieten Schluchtwald Helle und Unteres Helletal zu. Unmittelbar oberhalb des Unteren Helletals liegt auf 535,1 m der Bodensee.
In der Vildischen Grund ist auf Winterberger Seite das Tal der Orke durch das Naturschutzgebiet Winterberger Orketalsystem geschützt, das am Orketal noch oberhalb der Hellemündung beginnt und auch diverse rechtsseitige Nebentäler enthält. Linksorkisch enthält es, an der Stadtgrenze zu Medebach, das rechtsseitige (westliche) Unterlauftal der Deutmecke.
Das Naturschutzgebiet Orketal auf der Medebacher Seite beschränkt sich auf das Orketal selbst; es setzt sich auch außerhalb der Vildischen Grund fort und wird innerhalb des Stadtgebiets lediglich im Dorf Medelon unterbrochen.

### Nordflügel
Der Rumpf des etwa 20 km² großen Nordflügels der Hohen Seite ist unzweifelhaft der sich in West-Ost-Richtung breit ziehende Rücken des 791,6 m hohe Reetsberg mit Westgipfel Rösberg (785,7 m) und Südostgipfel Junge Grimme (782,1 m), welche immerhin 1400 Meter Luftlinie, Kammlinie um 1450 Meter voneinander entfernt sind, während denen 761,6 m nicht unterschritten werden. Seine Nordflanke flacht in Richtung Küstelberg eher allmählich ab (Großer Höcherkopf in 550 Metern Entfernung: 760,8 m; Rötzberg in knapp 1000 Metern nordnordwestlicher Entfernung: 721 m), während am Südhang zum „Giebel“ auf 700 horizontalen Metern um 100 m abfällt, zu den Seitentälern westlich und östlich des Giebels noch deutlich tiefer (Abfall von 760 m auf 560 m in 500 horizontalen Metern). 
Südwestlich an den Rösberg schließt sich jenseits einer 681,5 m tiefen Scharte die Alte Grimme (755,1 m), südöstlich der Jungen Grimme hinter einer 666,5 m tiefen Scharte der mit 705,5 m bereits deutlich niedrigere Geitenberg. Westlich vorbei am über den Hallebach zur Wilden Aa entwässernden Nordhang und nah an Küstelberg vorbei gelangt man schließlich an der Landesstraße Küstelberg–Medebach (Hochsauerland-Höhenstraße) an die 694,9 m hohe Scharte zum mit 790,8 m Höhe in dieser Hinsicht fast ebenbürtigen, auffallend kuppigen Schlossberg, dem nördlichen Eckpfeiler der Hohen Seite.
Das untere Stockwerk nimmt, neben dem Geitenberg, der durch eine Scharte auf 548,2 m abgetrennte Sandstein- und Quarzitrücken des Winterkastens (662,5 m) im äußersten Südosten ein. Ihm sind in Richtung Medelon die noch flacheren Berge Bollenberg (765,8 m, Südsüdosten) und Bocksberg (568,9 m, Ostsüdosten) vorgelagert.
Fast alle Berge des Unter-Naturraums liegen im Naturschutzgebiet Waldreservat Glindfeld (Medebach), die Rösberg-Westhänge im Winterberger Pendant. Ausgespart sind lediglich kleine Teile der Nordhänge von Reets- und Rösberg sowie, auf Elkeringhäuser Gemarkung, die Alte Grimme sowie die ihr nordwestlich vorgelagerte Burg (617,2 m). Allerdings liegt am Westhang der Alten Grimme das NSG Alte Grimme, an das sich westlich das NSG Ronsfeld anschließt. Am Westrand des Ronsfeldes liegt, an der Grenze zum nach Westen, am Orkehang, wieder einsetzenden Wald, an einer Weggabelung die Scharte zwischen Grimme und Burg auf 548,6 m.

### Hardt
Die etwa 11 km² große Hardt (ohne Heimberg), zur Zuordnung zur Hohen Seite siehe oben, setzt den Nordflügel der Hohen Seite nach Nordosten fort. Am Hallackerpass über den Weiler Hallacker verläuft die geologische Grenze zwischen Gesteinen des Devon (v. a. Fredeburger Schiefer, Eifelium) und den jüngeren des Karbon (Medebach-Gruppe mit Grauwacken). Die Scharte zwischen dem Geitenberg (705,5 m) und dem Wahlkopf (630,5 m) liegt auf 547,3 m an der Landesstraße Küstelberg–Medebach (Hochsauerland-Höhenstraße) westlich des Weilers unmittelbar an dieser geologischen Grenze, in deren Nähe sich von hier der Hallebach (zur Wilden Aa) nach Nordosten und der Gelängebach (zur mittleren Orke) nach Südosten zieht.
Geomorphologisch vollzieht sich der geologische Übergang indes unauffällig. Der vom Geitenberg nach Nordnordosten aufsteigende Kamm wendet sich allmählich nach Ostnordosten, geht über den Feltebelberg (585,2 m), tieft sich auf einer Scharte noch einmal auf 533 m ein, um an der Hardt noch einmal 594,4 m zu erreichen. Ab hier verläuft die Wasserscheide nach Südosten in die flachwellige Medebacher Bucht (zum 508,1 m hohen Valshagen), während sich der Hardtkamm jenseits der den hiesigen Unter-Naturraum rahmenden Landesstraße nach Oberschledorn (Scharte auf etwa 471 m) im 537,8 m hohen Heimberg unter deutlichem Höhenverlust fortsetzt.
Nur knapp 400 Meter südsüdöstlich des Feltebel liegt der nur minimal höhere Böhlen (586,7 m, Scharte auf 555,2 m). Deutlicher abgesetzt sind der Bromberg (557,3 m, Scharte zum Wahlkopf auf 493,9 m) südlich des Böhlen und nordwestlich von Medebach sowie der Hesseberg (597 m, Scharte zum Wahlkopf auf 509,4 m) westsüdwestlich des Brombergs und unmittelbar nördlich des Weilers Glindfeld.
Der Hesseberg liegt als einziger Berg des Unter-Naturraums südlich der Landesstraße Küstelberg–Medebach und, wie fast der komplette Nordflügel der Hohen Seite, im Naturschutzgebiet Waldreservat Glindfeld (Medebach). Der Böhlen ist Träger des NSG Böhlen, am Großen Steinberg, einem Südgipfel des Wahlkopfes, findet sich am Südwesthang das kleine NSG Großer Steinberg. Am Westhang des Brombergs ist das mehrteilige kleine NSG Bromberg-Steinbrüche, während der Berg am Südosthang eher als „Spiel-Berg“ bekannt ist; hier findet sich, in nächster Nähe zur Medebacher Wohngebieten, ein ganzjährig geöffneter kleiner Freizeitpark.

## Berge

### Berge nach Gruppen
Die Berge der Hohen Seite lassen sich in etwa 12 Berggruppen unterteilen, die nachfolgend, nach Höhe geordnet und mit Höhe der Bezugsscharte, bei mehr als 30 m Schartenhöhe nebst Dominanz, strukturiert gelistet sind:
- Reetsberg-Gruppe (bis 791,6 m) – Rumpf des Nordflügels
  - Reetsberg (791,6 m, Scharte zum Asten-Vorberg Bremberg auf 661,1 m im Norden Küstelbergs; 3,5 km Dominanz zum Hillekopf-Ostgipfel Glindfeld im N, 8,0 km zum Bremberg am Astenmassiv im W, 10,3 km zur Ziegenhelle im SW)
    - Rösberg (785,9 m, Scharte auf (761,6 m)) – Westgipfel
    - Junge Grimme (782,1 m, Scharte auf (762,4 m)) – Südostgipfel
    - Höcherkopf (760,8 m, Scharte auf 753,5 m)  – Nordausläufer
      - Rötzberg (721 m, Scharte auf 711,7 m) – äußerster Nordausläufer

    - Nördlicher Giebel (679,1 m, Scharte auf 671,6 m) – Südausläufer
      - Giebel (675,2 m, Scharte auf 666,9 m) – äußerster Südausläufer
- Schlossberg-Gruppe (bis 790,8 m) – Norden des Nordflügels
  - Schlossberg (790,8 m, Scharte zum Reetsberg auf 694,9 m, 1,65 km Dominanz zu ebendem)
    - Henkmannskopf (673,9 m, Scharte auf 639,5 m; 0,36 km Dominanz) – Nordost-Vorgipfel
- Bollerberg-Gruppe (bis 757,9 m) – Südosten des Südflügels
  - Bollerberg (757,9 m, Scharte zum Kahlen Asten auf 633 m südöstlich von Winterberg; 5,1 km Dominanz zum Reetsberg, 7,3 km zum Wetzstein am Astenmassiv im WNW, 5,9 km zur Ziegenhelle im SW)
    - Teukelberg (749,2 m, Scharte auf etwa 727,5 m) – Nordgipfel
      - Verbrannte Seite (723,7 m, Scharte auf 709,6 m) – Nordwestgipfel
      - NN (641,2 m, Scharte auf etwa 621 m) – Ostausläufer; Hallenberger Hügelland
        - Stolzenberg (623,7 m, Scharte auf 590,9 m; 0,35 km Dominanz) – Südostausläufer; Hallenberger Hügelland

    - Hilmesberg (634,6 m, Scharte auf 590,5 m, 0,61 km Dominanz) – südlicher Vor-Berg
- Alte-Grimme-Gruppe – Westen des Nordflügels
  - Alte Grimme (755,1 m, Scharte zum Reetsberg auf 681,5 m, 0,89 km Dominanz) – Nordflügel
    - Roth (621,5 m, Scharte auf 605,4 m) – südöstliche Vor-Höhe
    - Burg (617,2 m, Scharte auf 548,6 m; 0,63 km Dominanz) – südwestlicher Vor-Berg
- Hohe-Seite-Gruppe – Rumpf des Südflügels
  - Hohe Seite (Großer Bromberg; 752,5 m, Scharte zum Kahlen Asten auf ca. 660 m; 2,3 km Dominanz zum Bollerberg) – Südflügel
    - Dillenscheid (696,4 m, Scharte auf 683,2 m) – Ostsüdost-Ausläufer
    - Kleiner Bromberg (683,8 m, Scharte auf 656,6 m) – südsüdöstlicher-Vor-Gipfel
    - Kaltenscheid (567,5 m, Scharte auf 549,1 m) – ostnordöstliche Vor-Höhe
- Lagerstein-Gruppe – westlichster Riedel des Südflügels („Niggenberg“)
  - Lagerstein (732,6 m, Scharte zur Hohen Seite auf 680,6 m; 1,21 km Dominanz zur Hohen Seite) – von Nord(west) nach Süd(südost):
    - Großer Niggenberg (683,7 m, Scharte auf 668,1 m)
    - Kleiner Niggenberg  (628,3 m, Scharte auf 613 m) – jenseits einer merklichen Absenkung
    - Schling (658,1 m, Scharte auf 617,6 m; 0,74 km Dominanz zu Kleinem Bromberg, 0,76 zu Bollerbergfuß) – gegenüber der Kammlinie etwas nach Osten versetzt
    - Wacht (642,8 m, Scharte auf 616,8 m) – deutlich durch Scharte auf 552,7 m von den sich anschließenden Sellerberg und Steinschab getrennt
- Geitenberg-Gruppe – Osten des Nordflügels, nicht sehr eigenständig gegenüber dem Reetsberg
  - Geitenberg (705,5 m, Scharte zu Junger Grimme und Reetsberg auf 666,5 m, Dominanz 0,35 km)
    - Hoher Dienberg (677,7 m, Scharte auf 661,5 m) – Südlicher Vor-Gipfel
      - NN („Kleiner Dienberg“?) (614,3 m, Scharte auf 588 m) – Südostriedel
- Sellerberg-Gruppe – äußerster Südwesten des Südflügels, an den Niggenberg-Riedel anschließend
  - Sellerberg (672,6 m, Scharte auf 552,7 m; 1,91 km Dominanz zum Bollerberg, nur minimal mehr zum Hackelberg am Massiv der Ziegenhelle)
    - Steinschab (646,2 m, Scharte auf 569,4 m; 0,91 km Dominanz) – südlicher Abschlussberg
- Winterkasten-Gruppe – Südosten des Nordflügels
  - Winterkasten (662,5 m, Scharte zum Giebel am Südhang des Reetsbergs auf 548,2 m; 1,33 km Dominanz zum Hohen Dienberg)
    - Hohe Schlade (623,9 m, Scharte auf 576,8 m; 0,64 km Dominanz zum Giebel) – Nordwestgipfel
    - Bauernkopf (623,9 m, Scharte auf 607,2 m) – Zwischengipfel zwischen Winterkasten und Schlade
    - Kellerköpfe (593,2 m, Scharte auf 564,2 m) – südliche Vor-Höhe
      - Bollenberg (565,8 m, Scharte auf 498,8 m; 0,82 km Dominanz) – südsüdöstliche Vor-Höhe

    - Bocksberg (568,9 m, Scharte auf 520,2 m; 0,54 km Dominanz) – ostsüdöstliche-Vor-Höhe
- Wahlkopf-Gruppe – westlicher Kamm der Hardt, vom Geitenberg abzweigend
  - Wahlkopf (630,5 m, Scharte auf 547,4 m; 1,26 km Dominanz zum Henkmannskopf östlich des Schlossbergs)
    - Großer Steinberg (624 m, Scharte auf 603,8 m) – Südgipfel
      - Kleiner Steinberg (602,4 m, Scharte auf 577 m) – südwestlicher Vor-Gipfel

    - Böhlen (586,7 m, Scharte auf 555,2 m; 0,93 km Dominanz zu Wahlkopf-Nordostausläufer) – Nordosten, südlich des Kamms
    - Feltebel-Berg (585,2 m, Scharte auf 561,7 m) – am Kamm, unmittelbar nördlich des Böhlen
- Hesseberg-Gruppe (bis 597 m) – Südostausläufer des Wahlkopf-Kamms
  - Hesseberg (597 m, Scharte auf 509,4 m; 1,06 km Dominanz zum Wahlkopf-Ostausläufer) – südsüdöstlich des Wahlkopfs
  - Bromberg (557,3 m, Scharte auf 493,9 m; 1,02 km Dominanz zum Hesseberg, zum Böhlen nur minimal mehr) – nordöstlich des Hessebergs und südlich des Böhlen
- Hardt-Gruppe (bis 594,4 m) – östlicher Teil der Hardt
  - Hardt (594,4 m, Scharte auf 533 m; 2,8 km Dominanz zum Wahlkopf-Ostausläufer)
    - Spieberg (576,8 m, Scharte auf 550,3 m) – Nordostgipfel
    - Heimberg (537,8 m, Scharte auf ca. 471 m; 1,28 km Dominanz zum Spieberg) – östliche Fortsetzung der Hardt jenseits der Straße Medebach–Oberschledorn, auch im weiteren Sinne nicht Teil der Hohen Seite
- Stemmberg-Gruppe (bis 572,2 m) – höchster Teil des Hallenberger Hügellandes, durch Bewaldung mit Hoher Seite verbunden, jedoch in einiger Entfernung zu den vergleichbar hohen Randbergen der Hohen Seite
  - Stemmberg (572,2 m, Scharte zu Stolzenberg und Bollerberg auf 498,9 m; 2,0 km Dominanz zum Stolzenberg) – deutlich östlich von Stolzenberg und Bollerberg
  - Linsenberg (566,1 m, Scharte auf 509,8 m; 0,87 km Dominanz) – südöstlich des Stemmbergs

### Einzelberge nach Prominenz und Dominanz
Nachfolgend sind alle Erhebungen mit einer Prominenz von mindestens 30 Metern, sortierbar nach Höhe, Prominenz und Dominanz erfasst; die Helligkeit des Hintergrunds (Aufhellung ab 2 km Dominanz oder ab 50 m Prominenz) deutet die jeweilige Eigenständigkeit als Berg an, die beiden Hauptberge sind noch einmal aufgehellt:
| Name          | Lage                               | Gemarkung                 | Höhe ü. NHN | Domi- nanz | Promi- nenz | Bemerkungen |
| ------------- | ---------------------------------- | ------------------------- | ----------- | ---------- | ----------- | --- |
| Reetsberg     | Nordflügel                         | Küstelberg/ Medebach      | 791,6 m     | 3,50 km    | 130,6 m     | Rumpf des Nordflügels |
| Schlossberg   | Nordflügel                         | Küstelberg                | 790,8 m     | 1,65 km    | 95,9 m      | nördlichster Berg der Hohen Seite, jenseits der Straße Küstelberg–Medebach; abgegangene Wallburg; südöstlich Küstelbergs                     |
| Bollerberg    | Südflügel                          | Hesborn                   | 757,9 m     | 5,10 km    | 124,9 m     | Aussichtsturm, Fernmeldeturm; grenzt nach Südosten unmittelbar an die Medebacher Bucht; nordwestlich Hesborns                                |
| Alte Grimme   | Nordflügel                         | Elkeringhausen            | 755,1 m     | 0,89 km    | 73,6 m      | NSG Alte Grimme am Westhang; südöstlich Elkeringhausens                                                                                      |
| Hohe Seite    | Südflügel                          | Hesborn (/Winterberg)     | 752,5 m     | 2,30 km    | 92,5 m      | Rumpf des Südflügels |
| Lagerstein    | Südflügel                          | Winterberg/ Hesborn       | 732,6 m     | 1,21 km    | 52,0 m      | westlichster Berg des Südflügels, Basis des sich nach Südosten ziehenden Niggenberg-Riedels am Westrand; nördlich von Züschen                |
| Geitenberg    | Nordflügel                         | Medebach                  | 705,5 m     | 0,35 km    | 39,0 m      | Rücken vom Reetsbergmassiv nach Norden zum Wahlkopf                                                                                          |
| Henkmannskopf | Nordflügel                         | Küstelberg                | 673,9 m     | 0,36 km    | 34,4 m      | nordöstliche Schlossberg-Vorhöhe |
| Sellerberg    | Südflügel                          | Liesen                    | 672,6 m     | 1,91 km    | 119,9 m     | Eckpfeiler im äußersten Südwesten; nordwestlich Liesens                                                                                      |
| Winterkasten  | Nordflügel                         | Medebach                  | 662,5 m     | 1,33 km    | 114,3 m     | Hauptberg des vorgelagerten unteren Stockwerks des Nordflügels nordwestlich Medelons                                                         |
| Schling       | Südflügel                          | Liesen/ Hesborn           | 658,1 m     | 0,76 km    | 45,1 m      | Niggenberg-Riedel |
| Steinschab    | Südflügel                          | Liesen                    | 646,2 m     | 0,91 km    | 76,9 m      | südwestlichster Berg des Naturraums Hohe Seite; westlich Liesens; NSG Blockflur am Steinschab                                                |
| Hilmesberg    | Südflügel                          | Hesborn                   | 634,6 m     | 0,61 km    | 44,1 m      | südliche Bollerberg-Vorhöhe, zwischen Hesborn und Liesen                                                                                     |
| Wahlkopf      | Hardt                              | Medebach                  | 630,5 m     | 1,26 km    | 83,1 m      | Hauptberg des Hardt-Kamms; NSG Großer Steinberg von Gipfel nach Südwesten des gleichnamigen (Südausläufers 624 m)                            |
| Hohe Schlade  | Nordflügel                         |                           | 623,9 m     | 0,64 km    | 47,1 m      | nordwestliche Winterkasten-Vorhöhe |
| Stolzenberg   | Südflügel / Hallenberger Hügelland | Hesborn                   | 623,7 m     | 0,35 km    | 32,8 m      | Bollerberg-Ausläufer in die Medebacher Bucht; unmittelbar nördlich Hesborns                                                                  |
| Burg          | Nordflügel                         | Elkeringhausen            | 617,2 m     | 0,67 km    | 68,6 m      | Vorhöhe der Alten Grimme am linken Oberorketal, westlichster Berg des Nordflügels; südlich Elkeringhausens                                   |
| Hesseberg     | Hardt                              | Medebach                  | 597,0 m     | 1,06 km    | 87,6 m      | unmittelbar nordwestlich des Weilers Glindfeld; einziger Berg der Hardt im NSG Waldreservat Glindfeld                                        |
| Hardt         | Hardt                              | Medebach                  | 594,4 m     | 2,80 km    | 61,4 m      | (nord-)östlichster Berg der Hohen Seite im weiteren Sinne                                                                                    |
| Böhlen        | Hardt                              | Medebach                  | 586,7 m     | 0,93 km    | 31,5 m      | NSG Böhlen |
| Stemmberg     | Hallenberger Hügelland             | Medelon                   | 572,2 m     | 2,00 km    | 73,3 m      | von der eigentlichen Hohen Seite etwas entfernt, südwestlich Medelons; NSG Stemmberg und NSG Rüdenscheid am Südhang                          |
| Bocksberg     | Nordflügel                         | Medebach/ Medelon         | 568,9 m     | 0,54 km    | 48,7 m      | ostsüdöstliche Winterkasten-Vorhöhe, unmittelbar nordnordwestlich Medeloons                                                                  |
| Linsenberg    | Hallenberger Hügelland             | Medelon/ Dreislar         | 566,1 m     | 0,87 km    | 56,3 m      | von der eigentlichen Hohen Seite etwas entfernt; unmittelbar südöstlich des Stemmbergs; NSG Hollenhaus am Südfuß                             |
| Bollenberg    | Nordflügel                         | Medelon                   | 565,8 m     | 0,82 km    | 67,0 m      | südsüdöstliche Winterkasten-Vorhöhe, unmittelbar westnordwestlich Medeloons                                                                  |
| Bromberg      | Hardt                              | Medebach                  | 557,3 m     | 1,02 km    | 63,4 m      | kleiner Freizeitpark am Osthang, NSG Bromberg-Steinbrüche am Osthang; nordwestlich Medebachs                                                 |
| Heimberg      | Hardt                              | Oberschledorn (/Medebach) | 537,8 m     | 1,28 km    | 66,8 m      | Verlängerung des Wahlkopf-Hardt-Kamms, auch im weiteren Sinne außerhalb der Hohen Seite, jenseits der Straße von Medebach nach Oberschledorn |